# Noordpolder (Rijswijk)
De Noordpolder is de naam van een polder en voormalig waterschap, dat tot 1901 geheel gelegen was in de Nederlandse gemeente Rijswijk (provincie Zuid-Holland). De polder ressorteert voor het waterbeheer onder het Hoogheemraadschap Delfland. Na de annexatie van 1901 is een groot deel van de polder naar Den Haag gegaan. Het polderlandschap veranderde spoedig in een woonwijk, die de naam Molenwijk kreeg.
Het waterschap was verantwoordelijk voor de drooglegging en de waterhuishouding in de polder.
De Noordpolder werd bemalen door de Broekslootmolen (1550) en de Laakmolen (1699). De Broekslootmolen werd in 1871 vervangen door een stoomgemaal.